# Кочарян, Карен Робертович
Каре́н Ро́бертович Кочаря́н (арм. Կարեն Քոչարյան; род. 19 января 1958, Ереван, Армянская ССР) — армянский актёр, телеведущий, телережиссёр, телепродюсер, писатель, публицист,член Союза театральных деятелей Армении

## Биография
Отец — Кочарян Роберт Гарегинович (1930—2005) — физиолог. Мать — Мхитарян Джульетта Ваагновна (1934—1976) — скрипачка. В 1965 году поступил в Ереванскую русскую среднюю школу №8 имени А. С. Пушкина, которую окончил в 1975 году.
В 1975-76 гг. работал в НИИ физиологии им. Л. А. Орбели АН Армянской ССР в качестве лаборанта.
В 1976 году поступил на актёрское отделение театрального факультета Ереванского государственного художественно-театрального института (мастерская профессора А. Г. Овсепяна), который окончил в 1980 году, получив квалификацию актёра драматического театра и кино. Дипломная работа — А. П. Чехов «Предложение» — Чубуков.
С марта 1976 года параллельно с учёбой в институте, работал в Ереванском государственном русском драматическом театре имени К. С. Станиславского в качестве актера-разовика. После окончания института был зачислен в основную труппу театра. С 1980—1982 гг. служил в рядах ВС СССР в Евпатории, затем Волгограде, в качестве музыканта духового оркестра. После демобилизации в запас продолжил работу в Ереванском государственном русском драматическом театре имени К. С. Станиславского.
В октябре 1982 года принял участие в конкурсе дикторов телевидения, организованном Гостелерадио Армянской ССР, в результате чего с 1 февраля 1983 года был принят на работу в качестве диктора телевидения. В мае-июне 1983 года учился в Москве во Всесоюзном государственном институте повышения квалификации работников телевидения и радио при Гостелерадио СССР. До 1991 года вёл телевизионную программу, информационные выпуски, музыкальные и развлекательные передачи, русскоязычные программы.
В 1991 году стал одним из основателей и первым ведущим одной из первых независимых телекомпании «3-й канал». Программы телекомпании с первого дня завоевали все телевизионные и телезрительские рейтинги. Среди них его авторские программы «Звезды и судьбы», «Ереванские сказки», «Огни рампы».
Автор сценария телецикла «Улица» — история улиц Еревана.
С 1983—1986 гг. преподавал мастерство актёра в Ереванском государственном хореографическом училище. С 1994—1996 гг. был арт-продюсером музыкального центра «Амадеус». С 1999 года по сей день при эстетическом центре «Ереван» школы номер 8 имени А. С. Пушкина руководит студией журналистики и пресс-центром школы.
Является заместителем директора по связям с прессой и общественностью ереванской старшей школы "Академическая"
В 2011-2012 г.г. работал на телекомпании "Еркир медиа", являясь автором сценария и ведущим программы "Поет прошлое"
С 2012-2013 г.г. работал на телекомпании "Армения", являясь автором сценария и ведущим программы «Сокровища страны»
С 2019 года автор,режиссер и ведущий интернет-проектов "Мосты" и "Американские встречи"
С марта 2021 года приглашен на Первый Армянский канал, в качестве ведущего и автора сценария телевизионного воскресного проекта «3-й канал.Ретро»
Член Союза театральных деятелей Армении

## Творчество

### Режиссёрские работы
- «Настоящий ереванец» — художник Валентин Подпомогов
- «Апостол Тира» — Карен Демирчян
- «Бонане, или Новый год в Париже»
- «Доброта» — ко дню пожилых людей
- «Бельгия — 21-й век» — цикл фильмов о Бельгии
- «Тбилисские встречи» — цикл фильмов о Тбилиси
- «Мы пушкинцы» — к 60-летию школы им. Пушкина
- «Адрес- Московская 17» — цикл фильмов о школе им. Пушкина
- «Мы первые» — к 75-летию музыкальной школы им. Ал. Спендиарова
- «Полувековой юбилей» https://www.youtube.com/watch?v=wa2gOBPT8IY
- «На крыльях дружбы»   https://www.youtube.com/watch?v=memGSykAKwo
- «Сардарапат» https://www.youtube.com/watch?v=yibisdKRfrU
- «Американские встречи»
- «Артур Грабский.Врач.Человек,Гражданин.» https://www.youtube.com/watch?v=_9S3EMEVY88

### Видеоклипы
- Шесть песен о Ереване — к 2790-летию города
- Шесть песен Арно Бабаджаняна
- Шесть песен Константина Орбеляна
- Шесть песен Артемия Айвазяна
- «Как молоды мы были» Александры Пахмутовой.
- «Остановись время»  музыка- Евы Заргарян-Егоянц,слова- Лилит Эйбатян.Исполняет Карен Кочарян https://www.youtube.com/watch?v=oajHQAJ1xIQ
- «Мой мир Арцах»  музыка- Евы Заргарян-Егоянц,слова- Лилит Эйбатян https://www.youtube.com/watch?v=JfXMirAtGhs
- «Мои года,мое богатство» Роберт Рождественский-Георгий Мовсисян.Исполняет Карен Кочарян
- «Я счастливый» Дмитрий Дубинский-Юрий Паренко. Исполняет Карен Кочарян

### Статьи, книги,концертная деятельность
Является автором многочисленных статей, книги «За кулисами и за кадром» (хроника «золотой эпохи»). Готовится к печати вторая книга «Благодарю тебя» — сборник новелл, сатирических рассказов и очерков телевстреч с выдающимися представителями культуры XX века.
С 1979 года регулярно ведёт концерты. Ещё в 1976 году началось сотрудничество с концертно-гастрольной организацией «Армконцерт». Затем сотрудничал с «Филармонией школьника», с министерством культуры, с управлением культуры мэрии Еревана, с эстетическим центром Генриха Игитяна, с фондом памяти Арно Бабаджанян, фондом «Единая нация — единая культура».

## Награды
- За участие в организации культурной программы Армянской ССР в дни проведения 12-го Всемирного фестиваля молодежи и студентов в Москве в 1985 году удостоился звания лауреата фестиваля. 
- В 2008 г. за вклад в развитие армянской культуры в Москве, Фондом развития культуры, в дни проведения фестиваля «Карот», награждён Дипломом и Золотой медалью.
- 30-го октября 2011 года приказом министра культуры Армении,за большой вклад в развитие эстетического воспитания подрастающего поколения и к 75-летию школы N8 имени А.С.Пушкина награждён "Золотой медалью" министерства культуры АрменииШкола имени А.С.Пушкина (рус.). — 75 -летие ШКОЛЫ. Дата обращения: 21 ноября 2011.
- В 2016 году в связи с 60-летием Армянского телевидения награжден Почетной грамотой министерства культуры Армении
- В 2018 году в связи с 60-летием со дня рождения награжден Золотой медалью от Мэра Еревана
- В 2018 году в связи с 60-летием со дня рождения награжден Золотой медалью Союза театральных деятелей Армении
- В 2018 году в связи с 60-летием со дня рождения награжден Золотой медалью "Почетный пушкинец" под номером 1 от 
- 24 ноября 2021 г. Медаль Мовсеса Хоренаци от Президента Армении за вклад в развитие телевидения